# リモートセンシング技術センター
一般財団法人リモート・センシング技術センター（Remote Sensing Technology Center of Japan, RESTEC）は、東京都港区に本部を置く一般財団法人。「人工衛星等を利用して、地球の資源、現象等について探査するリモートセンシングに関する基礎的かつ総合的研究開発を行うとともに、リモートセンシングその他の宇宙開発利用に関する普及啓発を行い、もって社会経済の発展及び国民福祉の向上に寄与する」ことを目的として、1975年に設立された。
平成19年度から宇宙航空研究開発機構（JAXA）の地球観測センターの運営業務を全面的に受託し、地球観測衛星のデータ処理・解析、提供を行っている。

## 概要
- 設立:1975年8月1日
- 理事長：池田要
- 職員数：138名
- 本社所在地：東京都港区虎ノ門3丁目17-1　TOKYU REIT 虎ノ門ビル2階